# طبقه ۱۷
طبقه ۱۷ (ایتالیایی: Piano 17) یک فیلم دلهره‌آور ایتالیایی به کارگردانی برادران مانتی است که در سال ۲۰۰۵ منتشر شد.

## بازیگران
- جامپائولو مورلی
- جوزپه سولری
- انریکو سیلوسترین
- ماسیمو گینی
- والریو ماستاندرئا
- انتسو جی. کاستلاری
- الیزابتا روکتی